# Sztuczna grawitacja
Sztuczna grawitacja – pozorna siła ciążenia wywołana sztucznie, przez siłę przyspieszającą inną niż siła grawitacji dużej masy (np. planety). Sztuczną grawitację rozpatruje się jako element niezbędny do bardzo długiego pobytu człowieka w warunkach nieważkości w przestrzeni kosmicznej.

## Sposoby symulowania ciążenia
- W stacjonarnych stacjach orbitalnych można wykorzystać siłę odśrodkową. Stacja musiałaby mieć wówczas kształt torusa wirującego wokół osi symetrii. Kierunek „góra” będzie wówczas zwrócony do osi obrotu.
- W przyspieszającej liniowo rakiecie rolę siły ciążenia może spełniać siła bezwładności w ruchu postępowym, wówczas „góra” będzie zgodna z kierunkiem ruchu rakiety. Podczas hamowania rakiety kierunki „góra” i „dół” ulegną zmianie o 180°.

## Sztuczna grawitacja w fantastyce naukowej
Sztuczna grawitacja pojawia się często na pokładach statków kosmicznych w utworach science-fiction. Zazwyczaj owe statki nie obracają się, a zasada generowania sztucznego ciążenia nie jest wyjaśniona.